# Synodontis nigriventris
Cá nheo lộn ngược (tên khoa học Synodontis nigriventris) là một loài thuộc họ Mochokidae có nguồn gốc từ các lưu vực sông Congo của nước Cameroon, các nước Cộng hòa Dân chủ Congo và Cộng hòa Congo.

## Đặc điểm
Cá nheo lộn ngược nhỏ, đạt kích thước tối đa là 9,6 cm (3,8 in) .Cũng giống như các loài khác của họ Mochokidae,chúng có đôi mắt to, một bộ vây lưng lớn và ba cặp râu. Chúng được điều chỉnh để dành phần lớn thời gian lộn ngược của cá. Điều này được phản ánh trong sắc tố của cá - bụng cũng sẫm hơn lưng của chúng.Những con cá có màu sắc nhẹ trên đỉnh của cơ thể và màu sắc tối hơn dưới đây được sử dụng để ngụy trang. Những màu sắc nhẹ trên đầu trang của họ làm cho nó khó khăn hơn cho những kẻ săn mồi để xem cá khi nhìn lên phía bầu trời nhưng chỉ khi cá đang bơi ngược xuống.

## Thức ăn
Cá nheo lộn ngược chủ yếu sống về đêm và ăn côn trùng, động vật giáp xác,... Cá nheo lộn ngược đẻ trứng. Cá con không bơi ngược xuống cho đến khi chúng khoảng hai tháng tuổi. Con lớn bơi và nghỉ ngơi lộn ngược trong nước. Chúng bơi nhanh hơn khi lộn ngược, và có nhiều khả năng được lộn ngược xung quanh đối tượng hoặc dưới đáy nước. Các đối tượng hơn xung quanh con cá, họ càng có xu hướng bơi lộn ngược.Khi gần đến một đối tượng, cá đặt nó bụng phía gần nhất với đối tượng.  Nó hiếm khi bơi ở giữa nước, thích để bơi hoặc ở phía dưới hoặc ở bề mặt. Bởi khi bơi lộn ngược khi nó ăn, nó có thể dễ dàng nắm bắt những con mồi ở bề mặt từ bên dưới. 

## Sinh sản
Cá nheo lộn ngược đẻ trứng.

## Sinh hoạt

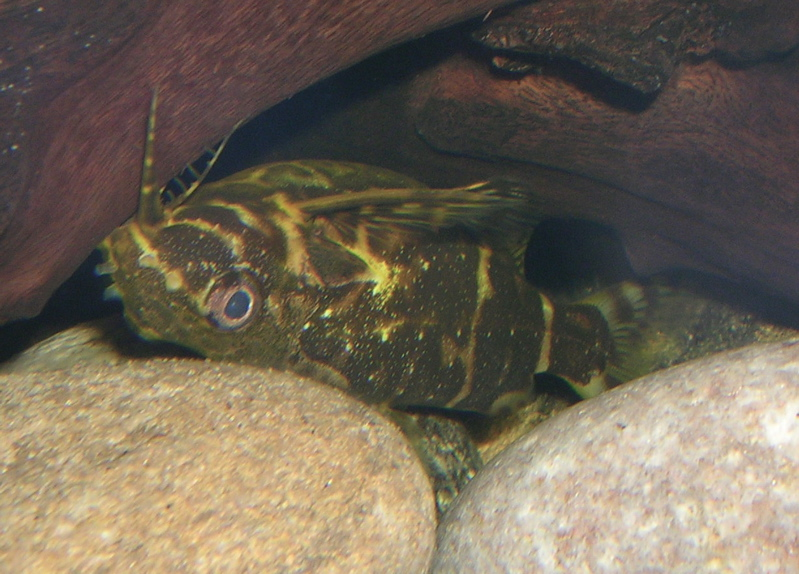
Một con cá nheo lộn ngược đang rúc ở trong hang.

Cá con không bơi ngược xuống cho đến khi chúng khoảng hai tháng tuổi. Cá lớn bơi và nghỉ ngơi lộn ngược trong nước. Chúng bơi nhanh hơn khi lộn ngược, và có nhiều khả năng được lộn ngược xung quanh đối tượng hoặc dưới đáy nước. Các loài cá khác càng có xu hướng bơi lộn ngược. Khi gần đến một con mồi, cá đặt nó bụng phía gần nhất với con mồi. Chúng hiếm khi bơi ở giữa nước, ở phía dưới hoặc ở bề mặt. Chúng bơi lộn ngược khi chúng ăn, chúng có thể dễ dàng nắm bắt những con mồi ở bề mặt từ bên dưới.

## Trong hồ cá
Cá nheo lộn ngược phù hợp với hồ cá cảnh vì kích thước nhỏ của nó (thường là 9 hoặc 10 cm hoặc ít hơn) và có tính ôn hòa. 